# 제제 다카히사
제제 다카히사(瀬々 敬久, 1960년 5월 24일 ~)는 일본의 영화 감독이자 각본가, 연출가, 배우이다.

## 작품

### 감독 작품
- 1997년 《검은드레스의 여자》
- 1999년 《아나키인 재팬스케》
- 2003년 《문 차일드》
- 2008년 《플라잉 래빗츠》
- 2009년 《블레임: 인류멸망2011》
- 2011년 《헤븐즈 스토리》
- 2011년 《고독사》
- 2017년 《8년을 뛰어넘은 신부》